# Hipótese celta-Q

As nações celtas nas quais a maioria dos falantes de línguas celtas se concentram atualmente.

O celta-Q, de acordo com um sistema de categorização, é um nó das línguas celtas que abrange os seguintes grupos linguísticos:
- Celtibérico
- Galaico
- Goidélico
  - Irlandês primitivo
  - Irlandês antigo
  - Irlandês médio
    - Irlandês
    - Gaélico escocês
    - Manês

Há dois sistemas concorrentes principais de categorização das línguas celtas. A hipótese celta-P/celta-Q mais antiga liga o gaulês com o britônico e liga o goidélico como celta-Q. A diferença entre línguas P e Q é o tratamento do *kw proto-celta, que se tornou *p nas línguas celtas-P mas *k nas goidélicas. 
O outro sistema, defendido, por exemplo, por McCone (1996), liga o goidélico e o britônico como um ramo celta insular.